# Northeastern University
La Northeastern University (anche chiamata come NU o NEU) è un'università privata di Boston, in Massachusetts, fondata nel 1898. L'università è stata categorizzata dal Carnegie Classification of Institutions of Higher Education come un'istituzione R1 (corrispondente al massimo grado di ricerca scientifica) che ha la facoltà di offrire corsi di dottorato di ricerca. La Northeastern University possiede dei campus satellite in Charlotte, North Carolina, Seattle, Washington, San Jose, Toronto e Londra. Il corpo studenti dell'università è composto da circa 18,000 studenti undergraduate e da 7,000 studenti graduate.
Nel 2022 l'università si è fusa con il Mills College, che cambiò nome in Mills College at Northeastern University.

## Storia

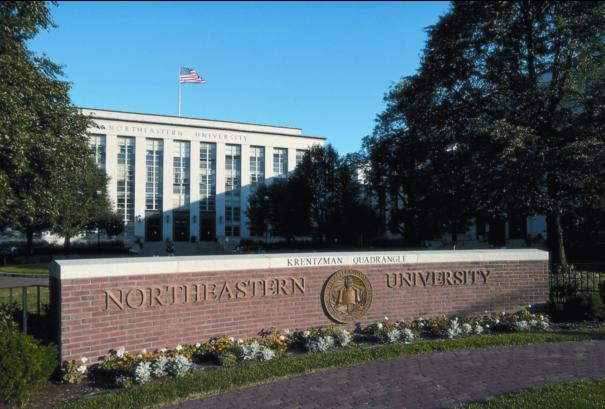
Ell Hall

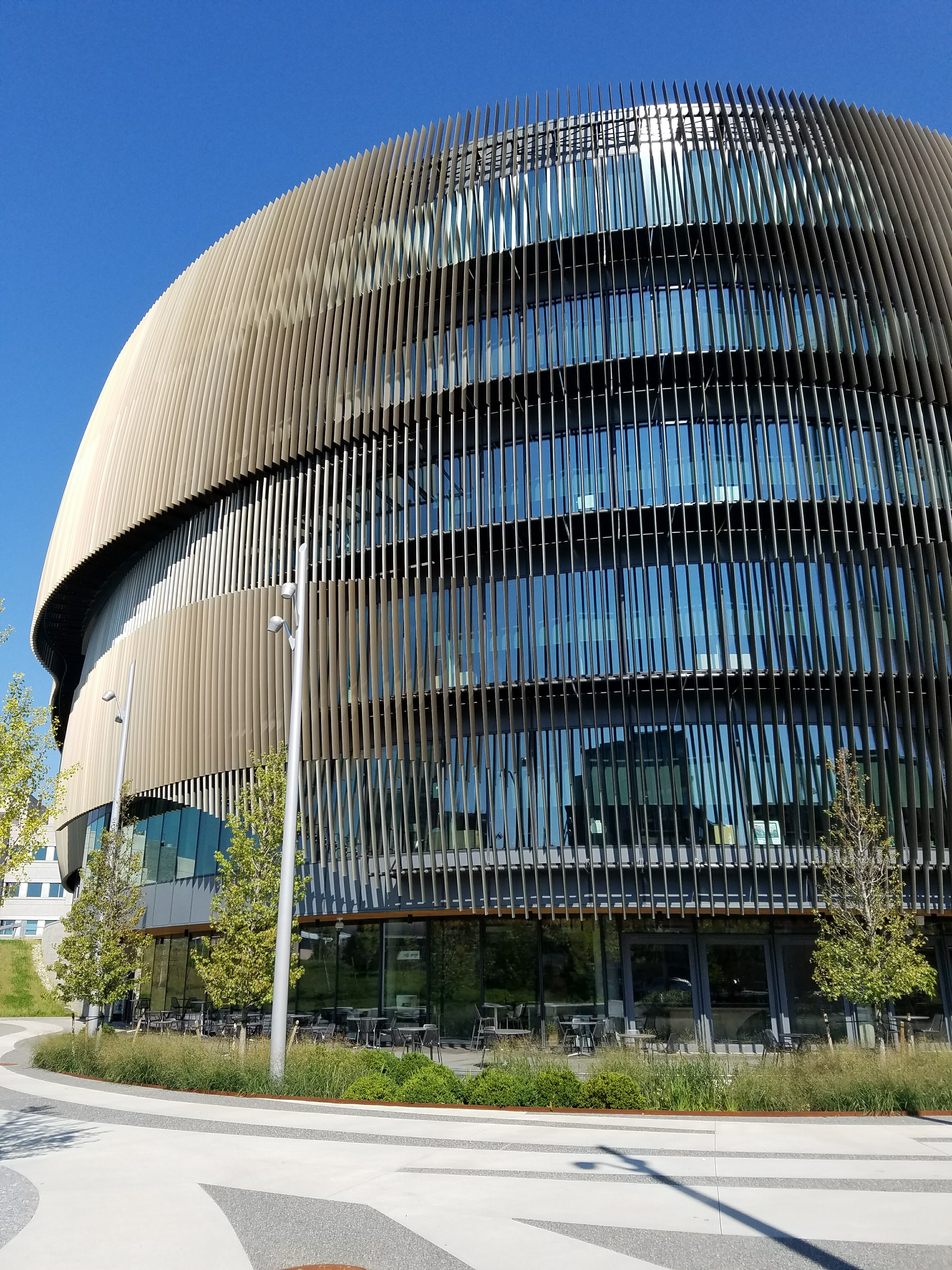
ISEC Exterior

## Ammissioni
La Northeastern University è considerata un'istituzione molto selettiva. Per l'anno accademico 2018-2019 il tasso di accettazione è stato 19%.